# Control 2
Control 2 — будущая компьютерная игра в жанре ролевого экшена, разрабатываемая и издаваемая студией Remedy Entertainment. Представляет собой сиквел игры Control 2019 года. Выпуск запланирован на платформах PlayStation 5, Windows и Xbox Series X/S.

## Игровой процесс
Control 2 представляет собой игру в жанре ролевого экшена. По заявлениям Remedy Entertainment, в сиквеле сохранятся «ключевые аспекты повествования и зрелищности» оригинала, при этом будут расширены возможности игрока в плане свободы выбора, исследования мира и ролевых механик.

## Разработка и выпуск
В июне 2021 года Remedy Entertainment анонсировала соглашение с 505 Games, издателем игры Control 2019 года, о разработке многопользовательского спин-оффа и проекта с «более крупным бюджетом», расширяющего вселенную серии Control. В мае 2022 года последний проект фигурировал под кодовым названием «Heron» в дорожной карте разработок Remedy. В ноябре компания подтвердила, что «Heron» является сиквелом оригинальной игры и представила первые концепт-арты. Remedy также объявила о соглашении с 505 Games по совместной разработке и изданию проекта. В феврале 2024 года Remedy выкупила у 505 Games все права на серию Control за 17 миллионов евро. В августе студия заключила партнерство с Annapurna Pictures, которая профинансировала половину затрат на разработку сиквела. К этому моменту игра достигла «стадии готовности к производству». В октябре 2024 года Control 2 была представлена в одной из необязательных сцен дополнения The Lake House к игре Alan Wake 2. Полномасштабная разработка сиквела началась в феврале 2025 года. Согласно годовому отчету Remedy, опубликованному в марте, данный этап разработки продлится от 15 до 26 месяцев с привлечением от 75 до 200 сотрудников. Первоначальный бюджет разработки сиквела составляет 50 миллионов евро. По оценкам Remedy, для достижения точки безубыточности игре необходимо разойтись тиражом от 3 до 4 миллионов экземпляров.
Выход Control 2 запланирован на платформах PlayStation 5, Windows и Xbox Series X/S.